# Mychajło Dobrianski-Demkowycz
Mychajło Dobrianski-Demkowycz, ukr. Михайло Демкович-Добрянський (ur. 7 listopada 1907 w Łahodowie, zm. 4 lutego 2003 w Londynie) – ukraiński dziennikarz, pisarz, członek Ukraińskiego Zjednoczenia Narodowo-Demokratycznego (UNDO), redaktor Encyklopedii ukrainoznawstwa.
W 1926 ukończył ukraińskie gimnazjum akademickie we Lwowie, następnie studiował filologię na Uniwersytecie Jana Kazimierza, prawo i nauki polityczne na uniwersytetach w Berlinie i Wiedniu. W latach 1933–1939 współwydawca miesięcznika Dzwony oraz tygodnika Meta i  Chrystos nasza syła związanych z metropolitą Andrzejem Szeptyckim.  W czasie II wojny światowej, w latach 1939-1944, członek prezydium Ukraińskiego Komitetu Krajowego i Ukraińskiego Komitetu Centralnego w Krakowie. W styczniu 1945 wobec ofensywy Armii Czerwonej wyjechał do Niemiec.
W Monachium wydawał w latach 1947–1948 czasopismo Problemy, po emigracji do Anglii, w Londynie tygodnik  Ukrainśka dumka (1949–1950). W latach 1956–1972 był, do przejścia na emeryturę, dyrektorem sekcji ukraińskiej Radia Swoboda w  Monachium. Od 1972 współwydawca pism  Nasz hołos oraz Ukrainśki wisti.
Od 1954 do lat 70. XX w. reprezentował Ukraińskie Zjednoczenie Narodowo-Demokratyczne (UNDO) w Ukraińskiej Radzie Narodowej na emigracji, zasiadał w prezydium Rady. Od 1948 członek Towarzystwa Naukowego im. Szewczenki. Członek Towarzystwa Polsko-Ukraińskiego w Londynie.
Pochowany na Cmentarzu Gunnersbury.

## Publikacje
- Ukrainsko-polski stosunky u XIX storichchi (Ukrainian-Polish relations in the 19th century); Munich 1969
- Pototskyi i Bobzhynskyi: Tsisarski namisnyky Halychyny 1903-1913 (Potocki and Bobrzyński: Imperial governors of Galicia 1903-1913); Rome 1987
- Ukraina i Rosiia: Istorychni narysy na temy rosiiskoho imperializmu (Ukraine and Russia: Historical essays on Russian imperialism); Rome 1989 Lviv-Kraków-Paris, 1993